# Akô
L’Akô est une danse et un rythme de réjouissance du peuple Attié de Côte d'Ivoire en Afrique de l'Ouest, joué par des tambours, des cloches et autres bouteilles.
Cette musique a été intégrée dans des styles musicaux tels que le jazz afro-cubain ou le coupé-décalé. 

## Sources
- Akô sur le site Afrisson.com